# Los Altos (Burgos)
Los Altos ist eine Gemeinde (municipio) mit 186 Einwohnern (Stand: 2024) in der nordspanischen Provinz Burgos in der Autonomen Gemeinschaft Kastilien und León.
Während in Los Altos von Beginn des 20. Jahrhunderts bis etwa 1950 konstant über 1600 bis 1800 Personen lebten, sank die Einwohnerzahl bis ca. 1970 auf unter 600 und von da an kontinuierlich bis unter 200 ab 2010. Bei einer Fläche von 139,85 km² entspricht das 2019 einer Bevölkerungsdichte von 1,39 Einwohnern/km².